# Kavuktepe
Kavuktepe ist ein Dorf (Köy) im Landkreis Hozat der türkischen Provinz Tunceli. Im Jahr 2011 zählte Kavuktepe 64 Einwohner. Es handelt sich um ein Dorf der alevitischen Zaza, die ihre eigene Kultur pflegen. Die Provinzhauptstadt Tunceli liegt 59 km und die Stadt Hozat 15 km entfernt.
Das Dorf liegt im Bereich des kontinentalen Klimas.
Die Wirtschaft basiert auf Landwirtschaft und Viehzucht.
| Bevölkerungsentwicklung | Bevölkerungsentwicklung |
| ----------------------- | ----------------------- |
| 2000                    | 46                      |
| 1997                    | 104                     |